# Долгий Бор (Новгородская область)
Долгий Бор — деревня в Крестецком районе Новгородской области, входит в состав Крестецкого городского поселения.

## География
Деревня Долгий Бор расположена на правом берегу реки Холова, в 4,2 км к северу от деревни Старое Рахино, 8 км к юго-востоку от посёлка Крестцы.
На севере примыкает деревня Старая Болотница.

## Население
| 2010 |
| ---- |
| 22   |

В 1908 году в деревне Долгий Бор проживало 227 человека.
Общая динамика населения Рахинской волости в 1909—1917 годах позволяет предположить 280 человек к 1917 году.
Население сокращалось вследствие «Красного террора», «сталинских» репрессий, Великой Отечественной войны, урбанизации.

## История
В 1776—1796, 1802—1922 деревня Долгий Бор — в образованном Крестецком уезде, а в 1796—1802, 1922—1927 — в Валдайском уезде Новгородской губернии.
С начала XIX века до 1922 — в Рахинской волости Крестецкого уезда.
Отмечен на специальной карте 1826—1840.
Через Долгий Бор проходил Старо-Московский тракт.
В 1908 в деревне Долгий Бор было 45 дворов и 42 дома, часовня, церковно-приходская школа, частная лавка.
В 1965 был образован совхоз «Крестецкий», в который вошла деревня Долгий Бор.